# Alternativas Radicales para la Ribera del Ebro
Alternativas Radicales para la Ribera del Ebro (ARRE) fue una red asamblearia, creada en marzo de 1977 por intelectuales y ecologistas aragoneses junto con sectores radicalizados de las Uniones de Agricultores y Ganaderos (sindicatos campesinos de izquierda) de Aragón, La Rioja y Navarra, con objeto de generar debates interactivos entre rurales y urbanos y radicalizar las luchas campesinas. Uniéndose posteriormente agricultores, técnicos y estudiosos del campo del País Vasco y Cataluña (sobre todo de Tarragona). Carecía de dirección, estructura orgánica y sede social, aunque los sociólogos y ecologistas Artemio Baigorri y Mario Gaviria y el dirigente campesino Antonio Aguirre (luego presidente de la Cámara Agraria Provincial de La Rioja) fueron sus principales promotores y animadores.
ARRE organizó diversos debates, cada uno de ellos en un pueblo o ciudad distintos, que duraban todo un día (terminando con una celebración gastronómica preparada por los anfitriones de cada uno de los debates) y en los que sin un guion previo todos los asistentes, identificados, opinaban libremente sobre las cuestiones que, en torno al tema de debate, iban saliendo. El debate se grababa y su trascripción, a veces acompañada de otros documentos, era luego publicada como libro. 
Se trataron cuestiones como el sindicalismo agrario, la comercialización de productos del campo, los renteros y medieros, la gestión del agua, o el impacto que habría de tener en el medio rural del Valle del Ebro la llegada a España de la General Motors. De hecho, desde ARRE se articuló un importante movimiento de oposición a la instalación de la fábrica de automóviles de General Motors en el municipio de Figueruelas (Zaragoza), incluyendo manifestaciones, charlas en los pueblos y una marcha en bicicleta desde Zaragoza a Madrid.
Desde aquella plataforma surgieron otras, como el Frente del Ebro, primer ente asambleario de oposición al trasvase del río Ebro a Barcelona, que organizó en 1979 una masiva marcha revindicativa en bicicleta, desde Pamplona hasta el Delta del Ebro, y que constituye el sustrato ideológico sobre el que luego surgiría el concepto de Nueva Cultura del Agua. Pero poco a poco la presión desde algunos sindicatos y partidos políticos sobre los militantes que participaban en aquella innovadora y antiautoritaria experiencia, al creer que pudiera afectar negativamente a las estructuras de poder surgidas en las organizaciones sindicales y políticas, llevó a su abandono.
Podría definirse quizás como el primer think-tank progresista creado en España